# Дурдиєв Курбангелди Хамбарович
Курбангелди Хамбарович Дурдиєв (нар. 12 січня 1973) — радянський та туркменський футболіст та тренер, виступав на позиції півзахисника.

## Клубна кар'єра
Розпочав виступу на дорослому рівні в 1990 році в клубі «Небітчі» з Небіт-Дага в другій лізі СРСР. Після утворення незалежного чемпіонату Туркменістану грав за «Небітчі» й «Нісу», а в сезоні 1997/98 років перейшов у «Копетдаг», з яким став чемпіоном країни.
У 1999 році перейшов у казахстанський «Женіс» з Астани, два сезони по тому грав за карагандинський «Шахтар», а на початку 2002 року був у заявці уральського «Батиса» з першої ліги, але на поле не виходив.
У 2002 році Дурдиев повернувся в Туркменістан, де виступав за «Нісу». У 2002 і 2004 роках він разом з клубом завоював срібні медалі чемпіонату, а в 2003 році став чемпіоном країни. Восени 2003 року протягом декількох турів виступав за харківський «Металіст» у першій лізі України разом з товаришами по збірній Дідаром Уразовим й Омаром Бердиєвим, але незабаром всі троє поїхали на збір національної команди і більше до Харкова не повернулися.
У середині 2000-их Дурдиев ненадовго поїхав до Ірану й виступав за «Абумослем», а повернувшись до Туркменістану став гравцем «Ашгабата», в його складі став чемпіоном країни 2007 і 2008 років.

## Кар'єра в збірній
Курбангелди Дурдиев дебютував у збірній Туркменістану в другому в її історії матчі — 28 червня 1992 року проти Узбекистану (1:2), а перший м'яч забив 14 жовтня 1992 року в ворота Киргизстану (4:0).
У складі національної команди брав участь у фінальних турнірах Азійських ігор-1994 та Кубка Азії-2004.
Повна статистика виступів Дурдиева за збірну недоступна, але відомо що він зіграв 8 матчів і забив 1 м'яч у період 1992-1996 років та 24 матчі / 2 голи в період 2000-2004 років.

### Голи за збірну
| # | Дата              | Місце               | Суперник  | Рахунок | Результат | Змагання    |
| - | ----------------- | ------------------- | --------- | ------- | --------- | ----------- |
| 1 | 17 березня 2004   | Сана, Ємен          | Ємен      | 2–1     | Перемога  | Товариський |
| 2 | 17 листопада 2004 | Джакарта, Індонезія | Індонезія | 1–3     | Поразка   | кв. ЧС-2006 |

## Кар'єра тренера
У 2014 році Дурдиев увійшов до тренерського штабу Язкули Ходжагельдиєва в агхабатському «Алтин Асирі».

## Особисте життя
Має сина Дідара, який також став професіональним футболістом та викликався до національної збірної.

## Досягнення
«Копетдаг» (Ашгабат)
- Йокарі-Ліга
  -  Чемпіон (5): 1992, 1993, 1994, 1995, 1998
  -  Срібний призер (2): 1996, 1998/99

- Кубок Туркменістану
  -  Володар (4): 1993, 1994, 1997, 1998/99
  -  Фіналіст (1): 1995

«Ніса» (Ашгабат)
- Йокарі-Ліга
  -  Чемпіон (1): 2003
  -  Срібний призер (2): 2002, 2004

- Кубок Туркменістану
  -  Фіналіст (2): 2000, 2003

«Абумослем»
- Кубок Ірану
  -  Фіналіст (1): 2005

«Ашгабат»
- Йокарі-Ліга
  -  Чемпіон (2): 2007, 2008

- Суперкубок Туркменістану
  -  Володар (1): 2007
  -  Фіналіст (1): 2008